# Tiro esportivo nos Jogos Europeus de 2015 - Pistola 25 m feminino
A competição pistola 25 m feminino foi um dos eventos do tiro esportivo nos Jogos Europeus de 2015, em Baku, no Azerbaijão. Foi disputada no Centro de Tiro de Baku nos dias 19 e 20 de junho.

## Calendário
Horário de verão do Azerbaijão (UTC+5).
| Data        | Horário | Fase      |
| ----------- | ------- | --------- |
| 19 de junho | 09:00   | Precisão  |
| 20 de junho | 10:00   | Rápido    |
| 20 de junho | 13:00   | Semifinal |
| 20 de junho | 13:15   | Final     |

## Medalhistas
| Ouro   | SUI Heidi Diethelm Gerber |
| Prata  | BUL Antoaneta Boneva      |
| Bronze | GER Monika Karsch         |

## Resultados

### Qualificação
O resultado da qualificação foi seguinte.
| Pos. | Atiradora                 | Precisão | Precisão | Precisão | Rápido | Rápido | Rápido | Total | Xs | Notes                      |
| Pos. | Atiradora                 | 1        | 2        | 3        | 1      | 2      | 3      | Total | Xs | Notes                      |
| ---- | ------------------------- | -------- | -------- | -------- | ------ | ------ | ------ | ----- | -- | -------------------------- |
| 1    | AUT Sylvia Steiner        | 98       | 99       | 98       | 96     | 97     | 97     | 585   | 20 | Recorde dos Jogos Europeus |
| 2    | BUL Antoaneta Boneva      | 98       | 98       | 97       | 99     | 97     | 96     | 585   | 17 | Recorde dos Jogos Europeus |
| 3    | RUS Yuliya Alipava        | 95       | 96       | 96       | 98     | 98     | 100    | 583   | 22 |                            |
| 4    | UKR Olena Kostevych       | 99       | 96       | 97       | 99     | 96     | 96     | 583   | 17 |                            |
| 5    | GER Monika Karsch         | 94       | 98       | 92       | 99     | 97     | 99     | 579   | 24 |                            |
| 6    | ESP Sonia Franquet        | 96       | 96       | 98       | 96     | 99     | 94     | 579   | 12 |                            |
| 7    | SUI Heidi Diethelm Gerber | 94       | 97       | 95       | 98     | 97     | 97     | 578   | 18 |                            |
| 8    | GER Munkhbayar Dorjsuren  | 96       | 94       | 97       | 96     | 96     | 99     | 578   | 15 |                            |
| 9    | FRA Céline Goberville     | 97       | 98       | 97       | 95     | 97     | 94     | 578   | 13 |                            |
| 10   | GRE Anna Korakaki         | 96       | 98       | 96       | 96     | 98     | 93     | 577   | 21 |                            |
| 11   | CZE Petra Trdličková      | 96       | 96       | 93       | 98     | 95     | 99     | 577   | 14 |                            |
| 12   | BUL Maria Grozdeva        | 89       | 98       | 98       | 97     | 96     | 98     | 576   | 24 |                            |
| 13   | HUN Renáta Tobai-Sike     | 96       | 94       | 94       | 98     | 97     | 97     | 576   | 19 |                            |
| 14   | RUS Anna Mastyanina       | 94       | 94       | 97       | 97     | 98     | 96     | 576   | 15 |                            |
| 15   | AZE Irada Ashumova        | 97       | 94       | 95       | 98     | 98     | 94     | 576   | 15 |                            |
| 16   | LAT Agate Rašmane         | 97       | 95       | 97       | 96     | 93     | 97     | 575   | 18 |                            |
| 17   | SRB Jasna Šekarić         | 97       | 97       | 96       | 95     | 96     | 94     | 575   | 18 |                            |
| 18   | SRB Zorana Arunović       | 95       | 97       | 95       | 95     | 94     | 99     | 575   | 17 |                            |
| 19   | BLR Viktoria Chaika       | 99       | 97       | 94       | 87     | 97     | 100    | 574   | 20 |                            |
| 20   | GEO Nino Salukvadze       | 98       | 98       | 93       | 93     | 96     | 95     | 573   | 17 |                            |
| 21   | FRA Stéphanie Tirode      | 95       | 97       | 97       | 94     | 94     | 96     | 573   | 5  |                            |
| 22   | CRO Vlatka Pervan         | 97       | 97       | 95       | 92     | 96     | 94     | 571   | 13 |                            |
| 23   | HUN Zsófia Csonka         | 89       | 93       | 96       | 93     | 99     | 97     | 567   | 18 |                            |
| 24   | CZE Tereza Přibáňová      | 91       | 95       | 94       | 97     | 94     | 96     | 567   | 11 |                            |
| 25   | ESP María Mercedes Soto   | 91       | 90       | 96       | 94     | 98     | 97     | 566   | 9  |                            |
| 26   | POL Klaudia Breś          | 95       | 97       | 96       | 88     | 96     | 93     | 565   | 16 |                            |
| 27   | POR Joana Castelão        | 98       | 93       | 88       | 89     | 97     | 96     | 561   | 11 |                            |
| 28   | EST Vera Rumiantseva      | 97       | 90       | 97       | 90     | 92     | 94     | 560   | 10 |                            |
| —    | BEL Manon Hamblenne       |          |          |          |        |        |        | DNS   |    |                            |

### Semifinal
O resultado da semifinal foi o seguinte.
| Pos. | Atiradora                 | Series | Series | Series | Series | Series | Exitos | Notas |
| Pos. | Atiradora                 | 1      | 2      | 3      | 4      | 5      | Exitos | Notas |
| ---- | ------------------------- | ------ | ------ | ------ | ------ | ------ | ------ | ----- |
| 1    | SUI Heidi Diethelm Gerber | 1      | 4      | 4      | 3      | 5      | 17     |       |
| 2    | BUL Antoaneta Boneva      | 5      | 3      | 2      | 4      | 3      | 17     |       |
| 3    | RUS Yuliya Alipava        | 1      | 3      | 3      | 3      | 4      | 14     |       |
| 3    | GER Monika Karsch         | 2      | 5      | 3      | 2      | 1      | 13     |       |
| 5    | GER Munkhbayar Dorjsuren  | 1      | 1      | 4      | 2      | 3      | 11     |       |
| 6    | UKR Olena Kostevych       | 2      | 2      | 3      | 1      | 3      | 11     |       |
| 7    | AUT Sylvia Steiner        | 1      | 1      | 3      | 2      | 3      | 10     |       |
| 8    | ESP Sonia Franquet        | 1      | 2      | 2      | 1      | 0      | 6      |       |

### Final
O resultado final foi o seguinte. 
Disputa pelo bronze
| Pos.              | Atiradora          | Series | Series | Series | Series | Series | Series | Pontos | Notas |
| Pos.              | Atiradora          | 1      | 2      | 3      | 4      | 5      | 6      | Pontos | Notas |
| ----------------- | ------------------ | ------ | ------ | ------ | ------ | ------ | ------ | ------ | ----- |
| Medalha de bronze | GER Monika Karsch  | 2      | 2      | 0      | 0      | 2      | 2      | 8      |       |
| 4                 | RUS Yuliya Alipava | 0      | 0      | 2      | 2      | 0      | 0      | 4      |       |

Disputa pelo ouro
| Pos.             | Atiradora                 | Series | Series | Series | Series | Series | Series | Pontos | Notas |
| Pos.             | Atiradora                 | 1      | 2      | 3      | 4      | 5      | 6      | Pontos | Notas |
| ---------------- | ------------------------- | ------ | ------ | ------ | ------ | ------ | ------ | ------ | ----- |
| Medalha de ouro  | SUI Heidi Diethelm Gerber | 0      | 2      | 2      | 0      | 2      | 1      | 7      |       |
| Medalha de prata | BUL Antoaneta Boneva      | 2      | 0      | 0      | 2      | 0      | 1      | 5      |       |